# مایک فلاناگان (بازیکن فوتبال)
مایک فلاناگان (انگلیسی: Mike Flanagan؛ زادهٔ ۹ نوامبر ۱۹۵۲) بازیکن فوتبال اهل بریتانیا است.
از باشگاه‌هایی که در آن بازی کرده‌است می‌توان به باشگاه فوتبال کریستال پالاس، باشگاه فوتبال چارلتون اتلتیک، باشگاه فوتبال کمبریج یونایتد، و باشگاه فوتبال کویینز پارک رنجرز اشاره کرد.
وی همچنین در تیم ملی فوتبال England B بازی کرده‌است.